# Huelgas Ensemble
Het Huelgas Ensemble is een vocaal en instrumentaal ensemble in België dat zich bezighoudt met oude muziek. Muziek uit de middeleeuwen (vanaf de 13e eeuw), renaissance en vroege barok staan hierbij centraal, vooral muziek van de Franco-Vlaamse School. Het ensemble werd opgericht in 1971 door Paul van Nevel, nog steeds dirigent. De naam is afgeleid van de beroemde Huelgas Codex, een van de belangrijkste bronnen van 13e-eeuwse muziek.

## Leden
Vele beroemde musici hebben in de loop der jaren hun diensten aan het ensemble geleend, hieronder een selectie:
- Zangers: Katelijne Van Laethem (sopraan), Els Van Laethem (sopraan), Carol Schlaikjer (sopraan), Marie Claude Vallin (sopraan), Nancy Long (sopraan), Ingrid Smit Duyzentkunst (sopraan), Marnix De Cat (altus), Steve Dugardin (altus), John Dudley (tenor), Jan Van Elsacker (tenor), Otto Rastbichler (tenor), Angus Smith (tenor), Marius van Altena (tenor), Stephane Van Dyck (tenor), Ibo van Ingen (tenor), Éric Mentzel (tenor), Eitan Sorek (tenor), Harry van Berne (tenor), Matthew Vine (tenor), Josep Benet (tenor), Willem Ceuleers (bas), Kees Jan de Koning (bas), Lieven de Roo (bas), Peter Dijkstra (bas), Stephan MacLeod (bas), Harry van der Kamp (bas), Philippe Cantor (bas), Jo Gulinck (bas), Claudio Cavina (alt), Pascal Bertin (contratenor), Rannveig Sigurdardottir (contratenor), Lieven Termont (bariton), Marius van Altena (bariton)
- Instrumentalisten: Wim Becu (baroktrombone), Assunta Geens (rebec, declamatie), Cas Gevers (baroktrombone), Harry Ries (baroktrombone), Symen van Mechelen (baroktrombone), Willem Bremer (bombarde, cornetto), Nils Ferber (shawm, kromhoorn, bombarde), Christine Frantzen (luit, vihuela), Marcel Onsia (orgel, baroktrombone), Alain Sobczak (shawm, bombarde, kromhoorn), René Van Laken (rebec, viella, bombarde), Marion Verbruggen (cornetto), Howard Weiner (baroktrombone), Piet Stryckers (viola da gamba) en de dirigent Paul Van Nevel (fluiten, bombarde, échaquier, orgel)

## Prijzen
- 1994 - Prijs in Honorem van de Académie Charles Cros
- 1996 - Diapason d'or
- 1997 - De Duitse onderscheiding ECHO Deutscher Schallplattenpreis
- 1998 - Cannes Classical Award

## Discografie
- 1978 - Musique à la Cour de Chypre (1192-1489). (LP). Alpha DB 264.
- 1978 - Netherlands Renaissance. De Monte, Lassus, Nörmiger, White. (LP). Sony "Seon" 60705.
- 1978 - Motets Wallons. Motets, Conductus et Pièces Instrumentales. (LP). Musique en Wallonie MW 29.
- 1979 - Ars Moriendi. (LP). Alpha 270.
- ???? - Le chansonnier de Paris.  (LP). Alpha 260.
- 1982 - La Favola di Orfeo. Sony Classical "Seon" SB2K 60095 (2 CDs).
- 1985 - Musica aldersoetste Konst. Polyphonic songs from the Low Countries. Klara MMP 013.
- 1988 - O cieco mondo. The Italian Lauda, c.1400-1700. Deutsche Harmonia Mundi RD77865.
- 1989 - La Dissection d'un Homme armé. Six Masses after a Burgundian Song. Sony Classical Vivarte SK 45860.
- 1990 - Cypriano de Rore: Passio Domini nostri Jesu Christi secundum Johannem. Deutsche Harmonia Mundi 7994.
- 1990 - Cypriot Advent Antiphons. Anonymus C.1390. Deutsche Harmonia Mundi RD77977.
- 1990 - Antoine Brumel: Missa Et ecce terrae motus. Sequientia Dies irae. Sony Classical Vivarte SK 45860.
- 1991 - In morte di Madonna Laura. Madrigal cycle after texts of Petrarch. Sony Classical Vivarte SK 48942.
- 1991 - Mateo Flecha el Viejo: Las Ensaladas. El Fuego, La Negrina, La Justa. Sony Classical Vivarte SK 46699.
- 1991 - Febus Avant!. Music at the Court of Gaston Febus. Sony Classical Vivarte SK 48195.
- 1991 - Italia mia. Musical Imagination in the Renaissance. Sony Classical Vivarte SK 48065.
- 1992 - Michael Praetorius: Magnificat. Aus tiefer Not; Der Tag vertreibt Sony Classical Vivarte SK 18039.
- 1993 - Nicolas Gombert: Music from the Court of Charles V. Motets. Chansons. Mass for 6 Voices. Sony Classical Vivarte SK 48249.
- 1993 - Music at the Court of king Janus of Nicosia. Ars subtilior del siglo XIV. Sony Classical Vivarte SK 53976.
- 1993 - Orlando di Lassus: Lagrime di San Pietro. Sony Classical Vivarte SK 53373.
- 1993 - Codex Las Huelgas. Music from 13th Century Spain. Sony Classical Vivarte SK 53341.
- 1993 - João Lourenço Rebelo: Vesper Psalms and Lamentations. Sony Classical Vivarte SK 53 115.
- 1994 - Cançóes, Vilancicos e Motétés Portugueses: Séculos XVI-XVII. Sony Classical Vivarte SK 64 305.
- 1994 - Costanzo Festa: Magnificat; Mass Parts; Motets; Madrigals. Sony Classical Vivarte SK 53116.
- 1994 - Jacobus Gallus: Opus musicum. Missa super "Sancta Maria". Sony Classical Vivarte SK 64305.
- 1994 - Utopia Triumphans. Sony Classical Vivarte SK 66261.
- 1995 - Matthaeus Pipelare: Missa L'homme armé. Chansons. Motets. Sony Classical Vivarte SK 68258.
- 1995 - Claude le Jeune: Le printemps. Sony Classical Vivarte SK 68259.
- 1996 - Pierre de Manchicourt: Missa Veni Sancte Spiritus. Motets. Chansons. Sony Classical Vivarte SK 62694.
- 1996 - Perusio: Virelais, Ballades, Caccia. Sony Classical Vivarte SK 62928.
- 1997 - Tears of Lisbon. 16th Century Arts Songs / Traditional Fado. Sony Classical Vivarte SK 62256.
- 1997 - La pellegrina. Música para los esponsales de Ferdinando de Medici y Christine de Loraine, Princesa de Francia. Sony Classical Vivarte S2K 63362.
- 1997 - Johannes Ciconia: Oeuvre complète. Pavane 7345.
- 1998 - Alexander Agricola: A Secret Labyrinth. Sony Classical Vivarte SK 60760.
- 1999 - Lamentations de la Renaissance. Musica super Threnos Ieremiae prophetein maiori hebdomada decantadas à 5 Feria V. In coena Domini Tiburtio Massaino. Harmonia Mundi 901682.
- 2000 - Guillaume Dufay: O Gemma Lux. Intégrale des motets isorythmiques. Harmonia Mundi901700.
- 2000 - Christophorus Demantius: Vêpres de Pentecoste. Harmonia Mundi 901705.
- 2001 - Annibale Padovano: Messe à 24 voix. Harmonia Mundi 901727.
- 2001 - Le Chant de Virgile. Harmonia Mundi 901739.
- 2002 - Cipriano de Rore: Missa Praeter rerum seriem. Madrigaux et motets. Harmonia Mundi901760.
- 2003 - Jean Richafort: Requiem (in memoriam Josquin Desprez) à 6 voix, motets. Harmonia Mundi 901730.
- 2003 - Costanzo Festa: La Spagna. 32 contrapunti. (SACD) Harmonia Mundi 801799.
- 2004 - Orlando di Lassus: Il Canzoniere di Messer Francesco Petrarca. Harmonia Mundi 901828.
- 2005 - Alfonso Ferrabosco "Il Padre": Psaume 103. Motets et chansons. Harmonia Mundi 901874.
- 2005 - Jacobus de Kerle: "Da Pacem Domine" Messes & Motets. Harmonia Mundi 901866.
- 2006 - A 40 voix. (SACD). Harmonia Mundi 801954.
- 2007 - La Quinta essentia. Harmonia Mundi 901922.